# Mordellistena comata
Mordellistena comata är en skalbaggsart som först beskrevs av Leconte 1858.  Mordellistena comata ingår i släktet Mordellistena och familjen tornbaggar. Inga underarter finns listade i Catalogue of Life.